# Championnats du monde juniors de ski alpin 2004
Les Championnats du monde juniors de ski alpin 2004 se sont déroulés du 10 au 15 février 2004 à Maribor (Slovénie).

## Podiums

### Hommes
| Épreuves | Or                 | Argent                 | Bronze           |
| -------- | ------------------ | ---------------------- | ---------------- |
| Descente | Romed Baumann      | Silvano Varettoni      | François Bourque |
| Super G  | Hans Olsson        | Manuel Osborne-Paradis | François Bourque |
| Géant    | Jeffrey M.Harrison | Kjetil Jansrud         | Fredrik Nordh    |
| Slalom   | Raphaël Faessler   | Ted Ligety             | Fredrik Nordh    |
| Combiné  | François Bourque   | Fredrik Nordh          | Lars Myhre       |

### Femmes
| Épreuves | Or             | Argent             | Bronze          |
| -------- | -------------- | ------------------ | --------------- |
| Descente | Maria Riesch   | Lindsey Kildow     | Daniela Mueller |
| Géant    | Maria Riesch   | Jessica Walter     | Lindsey Kildow  |
| Super G  | Nadia Fanchini | Andrea Fischbacher | Julia Mancuso   |
| Slalom   | Kathrin Zettel | Nika Fleiss        | Sarka Zahrobska |
| Combiné  | Julia Mancuso  | Kathrin Zettel     | Sarka Zahrobska |